# Гільовська сільська рада (Зав'яловський район)
Гільо́вська сільська рада (рос. Гилёвский сельский совет) — сільське поселення у складі Зав'яловського району Алтайського краю Росії.
Адміністративний центр та єдиний населений пункт — село Гільовка.

## Населення
Населення — 1166 осіб (2019; 1306 в 2010, 1638 у 2002).